# Pareidolie

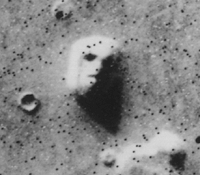
Fotografia prin satelit a unei mesa din regiunea Cydonia de pe Marte, denumită adesea " Fața de pe Marte " și citată ca dovadă a habitatelor extraterestre.

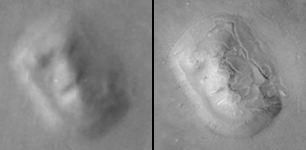
O fotografie mai detaliată, realizată în diferite iluminări în 2001, arată că este o formare naturală de rocă.

Pareidolia este tendința de a interpreta un stimul vag ca fiind ceva cunoscut de observator, cum ar fi formele ce apar în nori, fețele ce par a apărea în obiecte neînsuflețite sau modele abstracte, sau auzirea de mesaje ascunse în muzică. 
Exemple comune sunt imaginile de animale, de fețe sau de obiecte percepute în formarea norilor. Așa sunt: omul de pe lună, iepurele lunii, mesajele ascunse în muzică înregistrată redată în sens invers sau la viteze mai mari sau mai mici decât cele normale și auzirea de voci indistincte în zgomotul aleator produs de aparatele de climatizare sau de ventilatoare. 
Un exemplu remarcabil de pareidolie a avut loc în 1877, când observatorii care foloseau telescoape pentru a vedea suprafața planetei Marte au crezut că au văzut niște vagi linii drepte, care apoi au fost interpretate de unii ca fiind canale. Se credea că aceste canale ar fi fost create de ființe raționale. Acest lucru a creat senzație. În următorii ani, au fost dezvoltate și aplicate mai bune tehnici fotografice și telescoape mai puternice, care au condus la noi imagini în care liniile acelea vagi au dispărut, iar teoria canalelor a fost dată ca un exemplu de pareidolie.  

## Etimologie
Cuvântul derivă din cuvintele grecești para (παρά, "pe lângă, alături, în loc de") - în acest context înseamnă: alternativă) și substantivul eidōlon (εϊδόν "imagine, contur, formă" - diminutivul eidosului ). 

## Explicații

O simplă colecție de linii poate fi percepută rapid ca o față și chiar poate fi interpretată ca exprimând o anumită emoție.

Pareidolia poate determina pe oameni să interpreteze imagini aleatorii, sau modele de lumină și umbre, ca fețe umane. Un studiu privind magnetoencefalografia din 2009 a constatat că obiectele percepute ca fețe evocă o activare timpurie (165 ms ) a zonei fusiforme a feței într-un timp și într-o locație similară cu cea evocată de fețe, în timp ce alte obiecte obișnuite nu provoacă o astfel de activare. Această activare este similară cu timpul ușor mai rapid (130 ms), care este văzut pentru imaginile fețelor reale. Autorii sugerează că percepția feței evocată de obiectele asemănătoare feței este un proces relativ timpuriu, și nu un fenomen de reinterpretare cognitivă târzie. În 2011, un studiu privind imagistica prin rezonanță magnetică funcțională (fMRI) a arătat că prezentarea repetată a unor forme vizuale noi care au fost interpretate ca semnificative au condus la scăderea răspunsurilor fMRI pentru obiecte reale. Aceste rezultate indică faptul că interpretarea stimulilor ambigui depinde de procese similare cu cele obținute de obiectele cunoscute. 
Aceste studii ne ajută să ne explicăm de ce oamenii identifică câteva cercuri și o linie ca o "față" atât de repede și fără ezitare. Procesele cognitive sunt activate de obiectul "asemănător cu chipul", care avertizează observatorul atât asupra stării emoționale, cât și asupra identității subiectului, chiar înainte ca mintea conștientă să înceapă să proceseze sau chiar să primească informația. O "figură cu băț", în ciuda simplității sale, poate transmite informații despre starea de spirit și poate fi trasă pentru a indica emoții precum fericirea sau mânia. Această capacitate robustă și subtilă este presupusă a fi rezultatul milioanelor de ani de selecție naturală care favorizează persoanele care sunt cel mai capabile să identifice repede situația mentală, de exemplu, oameni cu expresii amenințătoare, oferind astfel individului posibilitatea de a fugi sau de a ataca în mod preemptiv. Cu alte cuvinte, prelucrarea acestor informații la nivel subcortical - prin urmare subconștient - înainte ca aceasta să fie transmisă restului creierului, procesarea detaliată accelerează judecarea și luarea deciziilor atunci când este necesară o reacție rapidă.   Această abilitate, deși este extrem de specializată, pentru prelucrarea și recunoașterea emoțiilor umane, funcționează, de asemenea, pentru a determina comportamentul faunei sălbatice. 
Pareidolia poate fi considerată o subcategorie a lui Apopheniei. 

## Mimetoliți
Stâncile pot să imite forme recunoscute prin procesele aleatoare de formare, intemperii și eroziune. Cel mai adesea, scala de dimensiune a rocii este mai mare decât obiectul care seamănă, cum ar fi un profil de stâncă asemănător unei fețe umane. Oamenii bine intenționați, cu un interes nou în fosile, ajung să culeagă pietricele care seamănă cu oase, cranii, cochilii de broască țestoasă, ouă de dinozaur etc., atât în dimensiune, cât și în formă. 
La sfârșitul anilor 1970 și începutul anilor 1980, cercetătorul japonez Chonosuke Okamura a publicat o serie de rapoarte intitulate Raportul original al Laboratorului Fosilic Okamura, în care a descris mici incluziuni în calcar șlefuit din perioada Siluriană (425 mya ) ca fiind rămășițele fosile conservate de oameni mici, de gorile, de câini, de dragoni, de dinozauri și de alte organisme, toate de numai câțiva milimetri lungime, ceea ce l-a făcut să exclame: "Nu au existat schimbări în corpurile oamenilor încă din perioada siluriană ... cu excepția unei creșteri a staturii de la 3,5 mm la 1700 mm."    Cercetarea lui Okamura i-a adus un premiu Ig Nobel (o parodie a Premiului Nobel) în domeniul biodiversității în 1996.  

## Teste proiective
Testul Rorschach inkblot (petele de cerneală Rorschach) utilizează pareidolia în încercarea de a obține o perspectivă asupra stării mentale a unei persoane. Rorschach-ul este un test proiectiv, deoarece el provoacă în mod intenționat gândurile sau sentimentele respondenților care sunt "proiectate" pe imaginile ambigue formate de petele de cerneală. 

## Artă

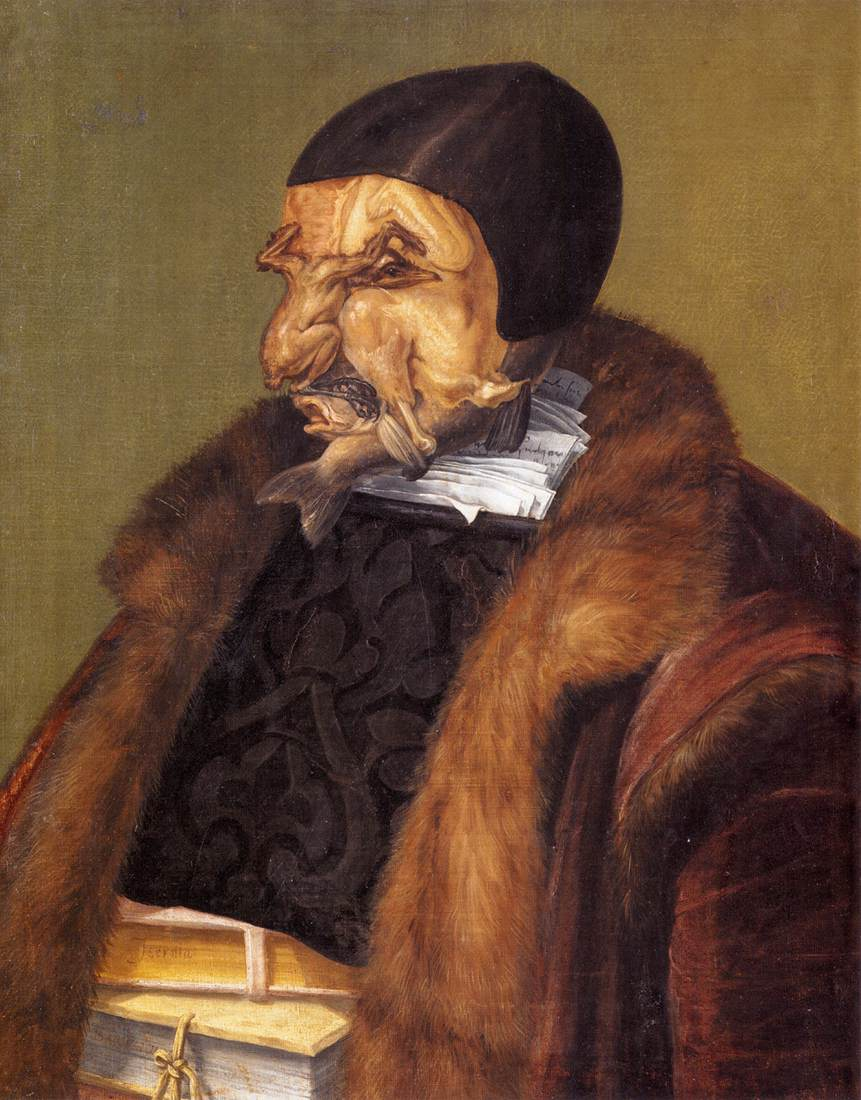
Juristul de Giuseppe Arcimboldo, 1566. Ceea ce pare a fi fața lui este o colecție de pești și păsări de curte.

În carnetele sale, Leonardo da Vinci a scris despre pareidolie ca fiind un "dispozitiv" pentru pictori: "Dacă vă uitați la orice pereți văzuți cu diverse pete sau cu un amestec de diferite tipuri de pietre, dacă sunteți pe cale să inventați o scenă, veți fi capabili să vedeți în ea o asemănare cu diferite peisaje împodobite cu munți, râuri, stânci, copaci, câmpii, văi largi și diverse grupuri de dealuri. Veți putea, de asemenea, să vedeți lupte și figuri variate în mișcare rapidă, expresii ciudate de fețe și costume neobișnuite și un număr infinit de lucruri pe care le puteți apoi reduce la forme separate și bine concepute. " 

## Arhitectură
Două edificii din secolul al XIII-lea din Turcia expun utilizarea arhitecturală a umbrelor sculpturilor de piatră la intrare. Picturile figurative sunt evitate în Islam, dar sunt permise teselări și imagini caligrafice, astfel încât siluetele proiectate "accidental" ale teselărilor de piatră sculptate au devenit o evadare creativă. 
- Moscheea Alaaddin, Niğde, Turcia ( 1223 ) cu ale sale "mukarnas", unde umbrele ornamentului tridimensional cu zidărie de piatră din jurul intrării formează în chiaroscuro conturul feței unei femei, cu o coroană și un păr lung care apare la un anumit moment, în anumite zile ale anului. [15] [16] [17]
- Marea Moschee și Spitalul Divriği din Sivas, Turcia ( 1229 ) prezintă umbrele ornamentelor tridimensionale ale ambelor intrări ale moschei, pentru a arunca o umbra uriașă a unui om care se roagă, care se schimbă în timp ce soarele se mișcă, ca și cum ar ilustra scopul construcției. Un alt detaliu este diferența în impresiile îmbrăcăminții celor două umbre de bărbați care indică două stiluri diferite, eventual pentru a spune cine urmează să intre prin care ușă. [18]

## Pareidolia și aparițiile miraculoase
Au fost multe cazuri de percepție a imaginilor și temelor religioase, în special a fețelor unor figuri religioase, în fenomene obișnuite. Multe implică imagini ale lui Isus ,ale Fecioarei Maria, cuvântul Allah, sau alte fenomene religioase: în septembrie 2007, în Singapore, de exemplu, un calus pe un copac semăna cu o maimuță, ceea ce i-a făcut pe credincioși să plătească omagiu "Zeului maimuță" ( Sun Wukong sau Hanuman ) în fenomenul copacilor maimuță . 
Publicitatea în jurul vizionărilor de figuri religioase și alte imagini surprinzătoare în obiecte obișnuite a dat naștere unei piețe pentru astfel de articole și licitații online precum eBay. Un exemplu cunoscut a fost un sandwich gratinat cu brânză cu fața Fecioarei Maria. 

## Viziuni pe computer

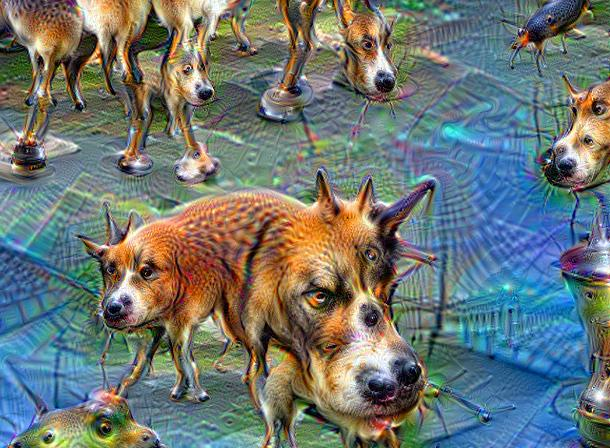
Imaginea unei meduze, programul DeepDream poate fi încurajat să "vadă" fețe și picioare de câini.

Pareidolia apare și în viziunea calculatorului  în special în programele de recunoaștere a imaginilor, care pot detecta eronat trăsături umane acolo unde ele nu există.. În cazul unei rețele neuronale artificiale, caracteristicile de nivel superior corespund unor funcții mai ușor de recunoscut, iar îmbunătățirea acestor caracteristici scoate la iveală ceea ce vede computerul. Acestea reflectă setul de antrenamente pe care rețeaua le-a "văzut" anterior. 
Imagini șocante pot fi produse în acest mod, în special de software-ul DeepDream, care detectează în mod fals și apoi exagerează caracteristici, cum ar fi ochi și fețe, în orice imagine. 

## Vorbire
În 1971, Konstantīns Raudive a scris " Breakthrough" , detaliind ceea ce credea el a fi descoperirea fenomenelor vocale electronice (EVP).  EVP a fost descrisă ca pareidolie auditivă.   Acuzațiile de backmasking în muzica populară, în care un ascultător pretinde că un mesaj a fost înregistrat de-a-ndoaselea într-o piesă muzicală, au fost, de asemenea, descrise ca pareidolie auditivă.   În 1995, psihologul Diana Deutsch a inventat un algoritm de producere a cuvintelor și expresiilor fantomă cu sunetele provenite de la două difuzoare stereo, unul la stânga ascultătorului și celălalt la dreapta. Fiecare difuzor produce o expresie constând din două cuvinte sau silabe. Aceeași secvență este prezentată în mod repetat prin ambele difuzoare; totuși, acestea sunt compensate în timp, astfel încât atunci când primul sunet (cuvânt sau silabă) vine de la difuzorul din stânga, cel de-al doilea sunet vine de la difuzorul din dreapta și invers. După o ascultare de câteva clipe, brusc țâșnesc cuvinte și expresii fantomă, acestea parând să reflecte adesea ceea ce se află în mintea ascultătorului și se transformă perceptiv în diferite cuvinte și fraze, pe măsură ce secvența continuă.  

## Fenomene asemănătoare
O persoană umbră (cunoscută și ca imaginea umbră, ființa umbră sau masă neagră) este adesea atribuită pareidoliei. Este vorba de perceperea unui pătrat de umbră ca o figură vie, umanoidă, interpretată în special de cei care cred în paranormal sau supranatural ca prezența unui spirit sau a unei alte entități. 
Pareidolia este, de asemenea, ceea ce unii sceptici cred că îi determină pe oameni să creadă că au văzut fantome . 

## Exemple notabile

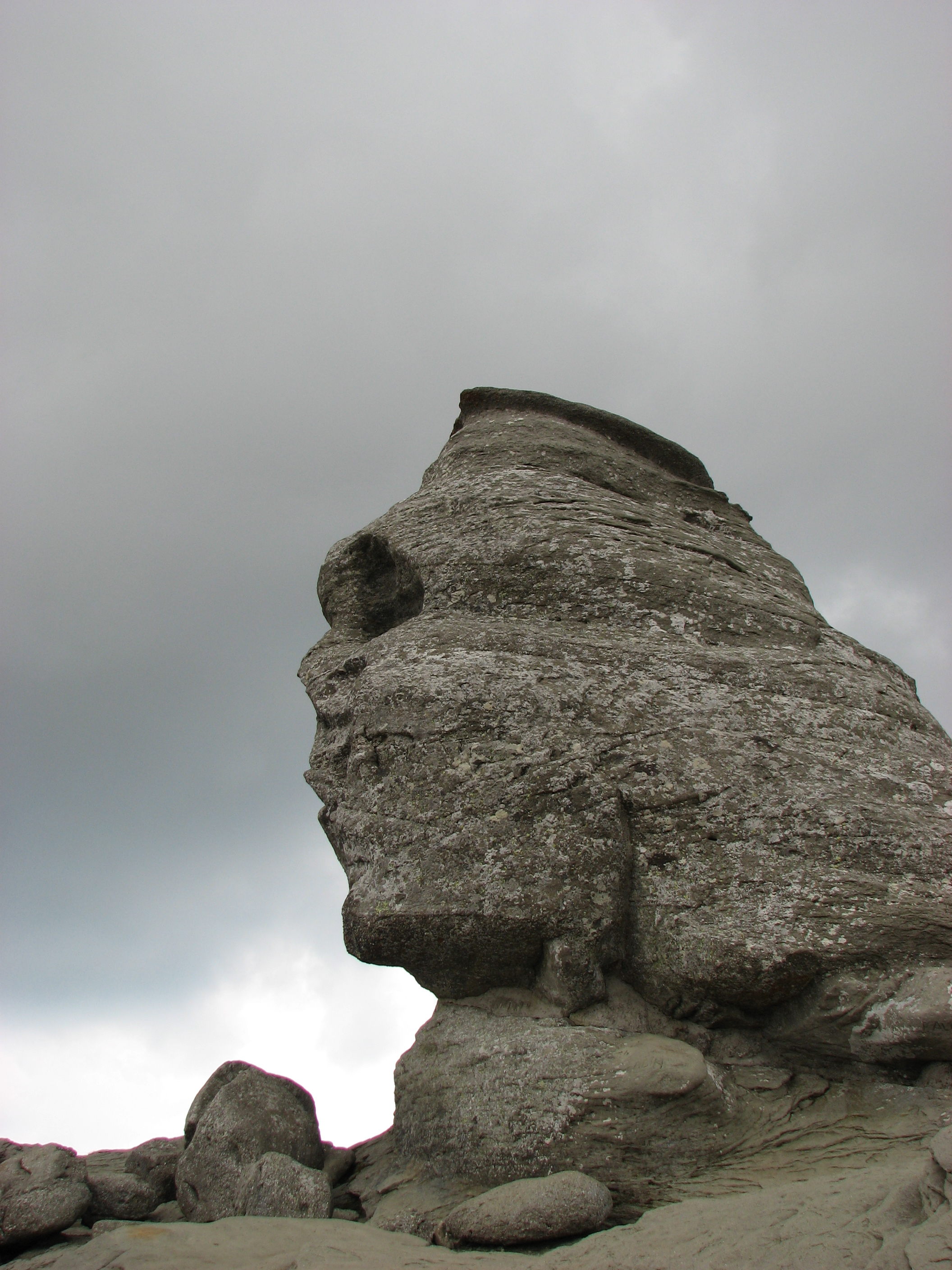
Sfinxul din Munții Bucegi
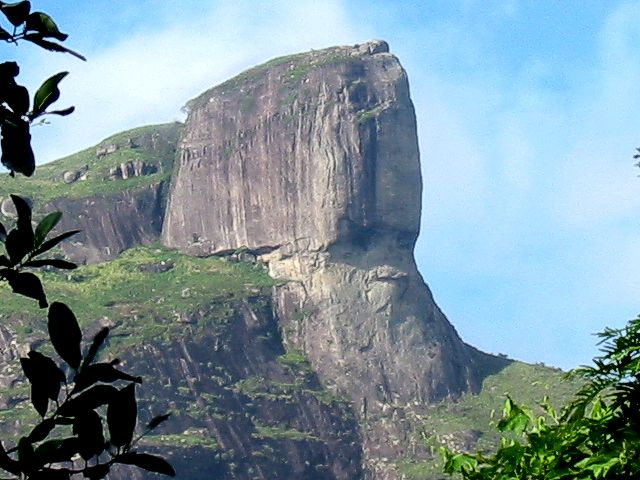
Față umană pe Pedra da Gavea din Rio de Janeiro, Brazilia, cunoscută sub numele de „Capul împăratului”
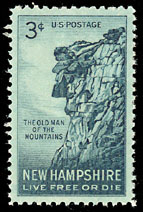
Bătrânul muntelui din Franconia, New Hampshire
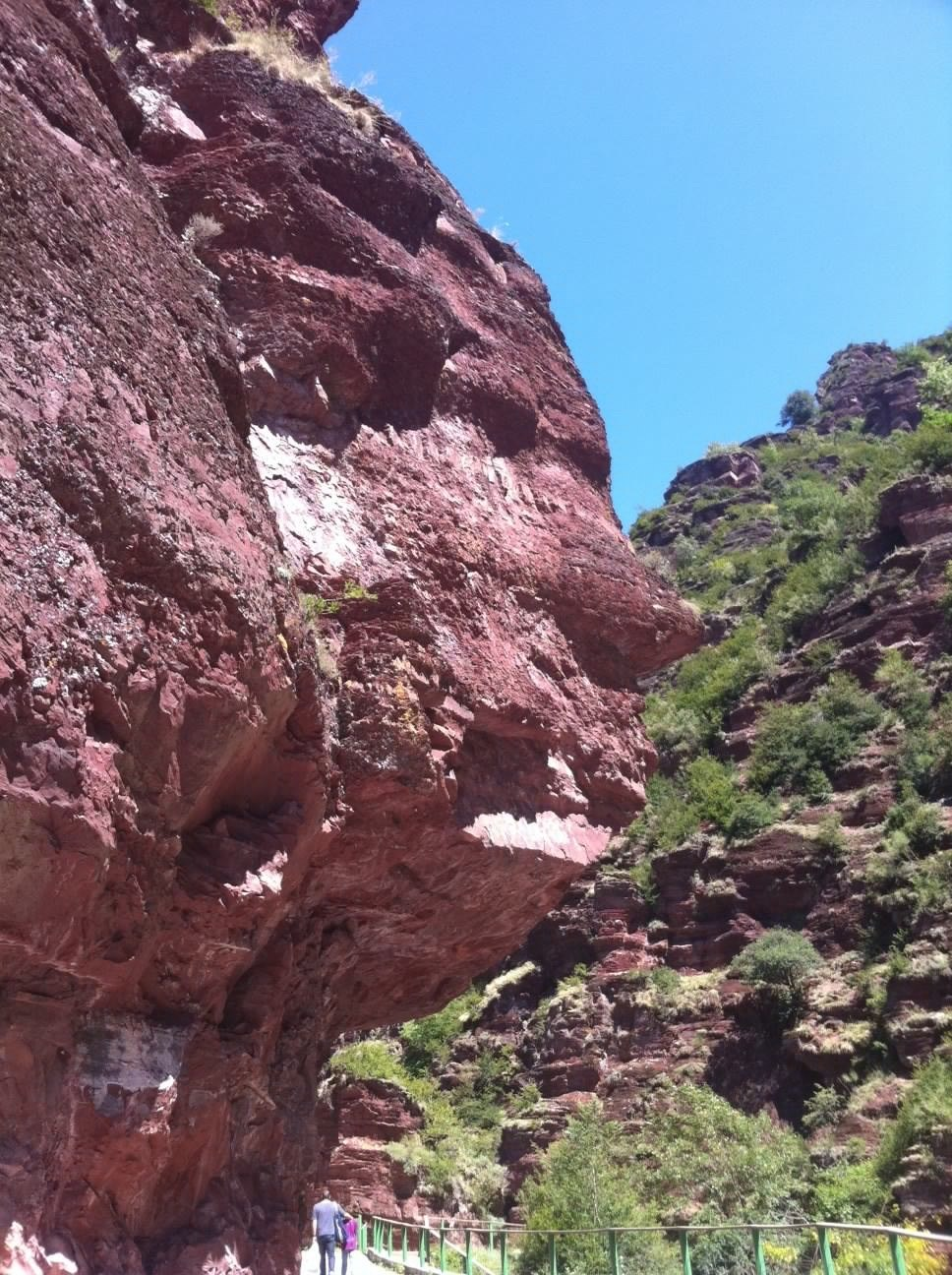
„Fața umană - grimasă” în șisturile roșii (Parcul Național Mercantour)
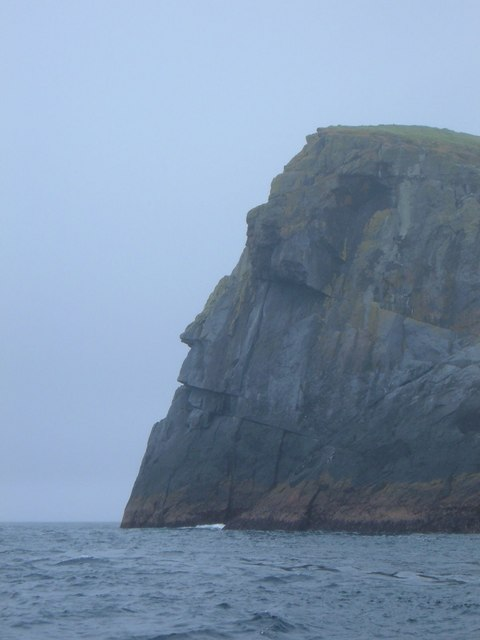
Profilul insulei Stac Levenish (arhipelagul St Kilda, Scoția)
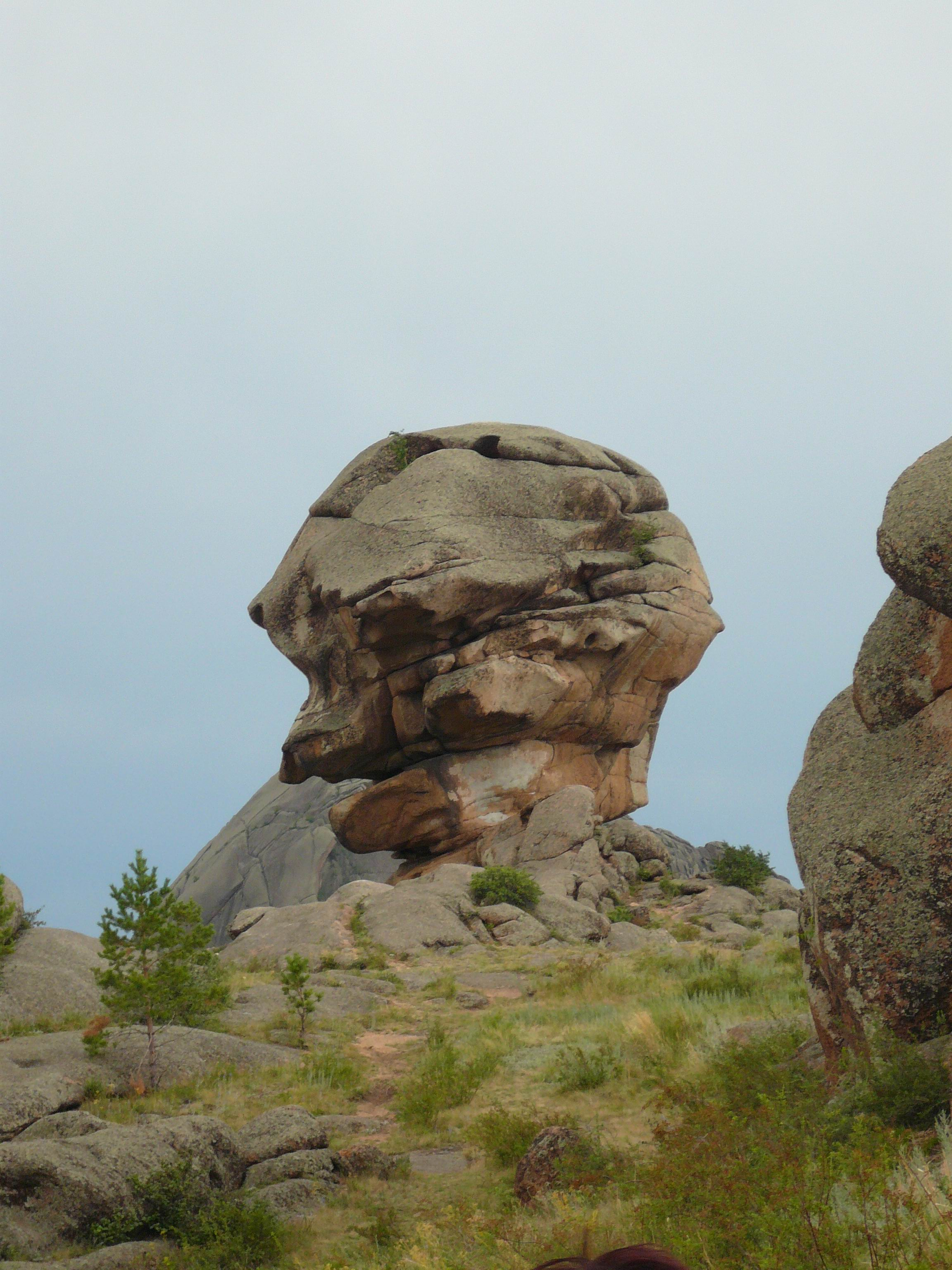
Baba Yaga la Parcul Național Bayanaul din Kazahstan
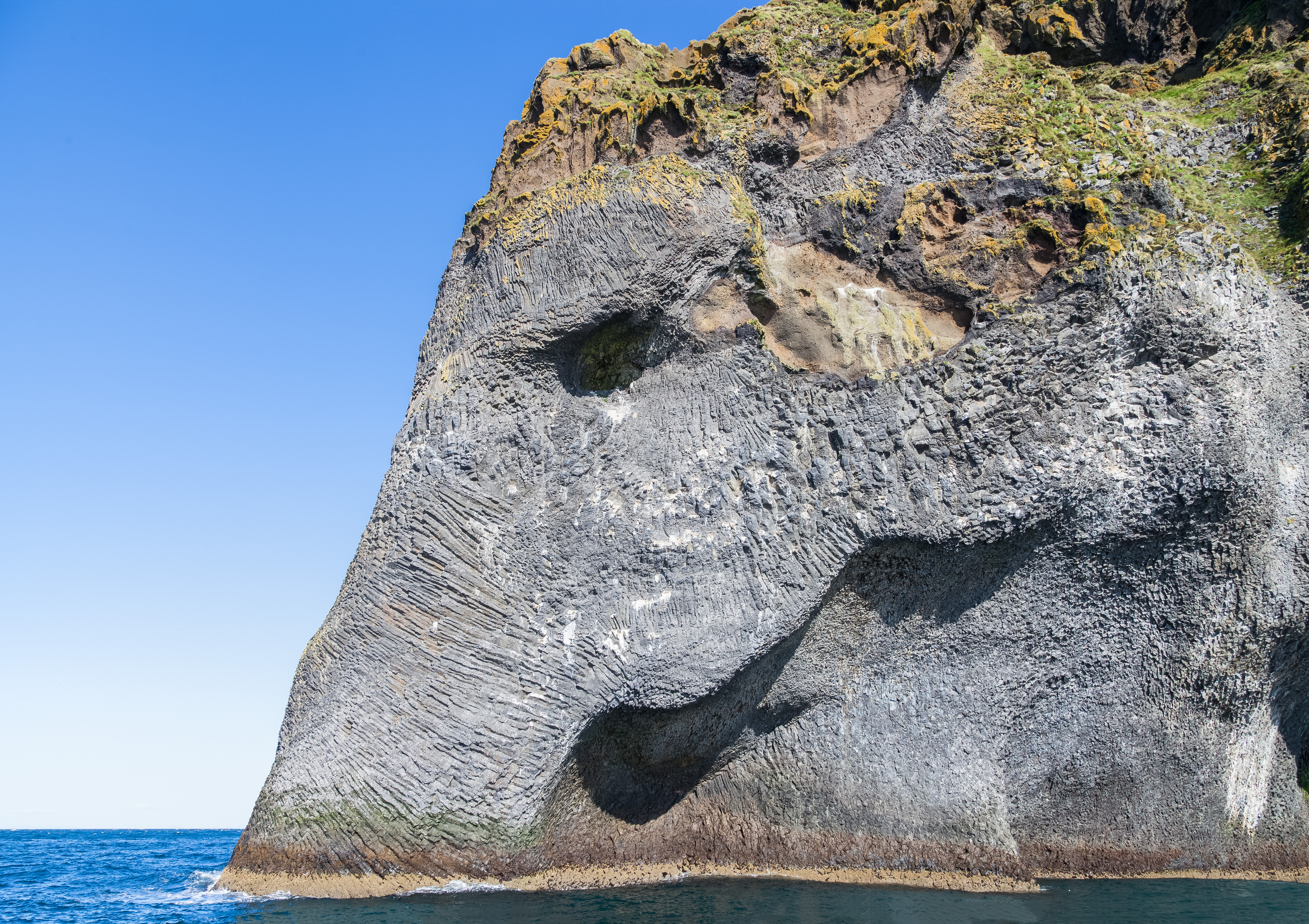
„Stânca Elefant” pe Heimaey, Islanda
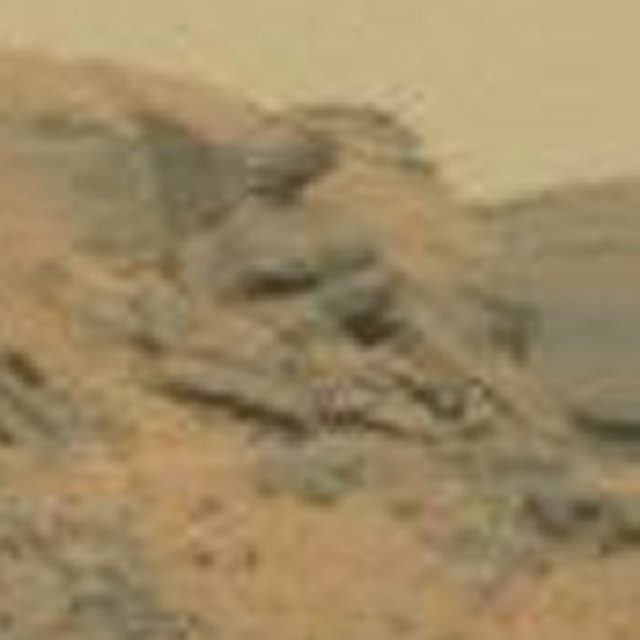
Marte: „statuia lui Buddha” - 7 octombrie 2014
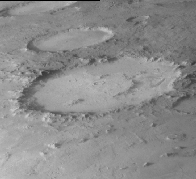
Craterul Galle de pe Marte (Viking 1, 1970).
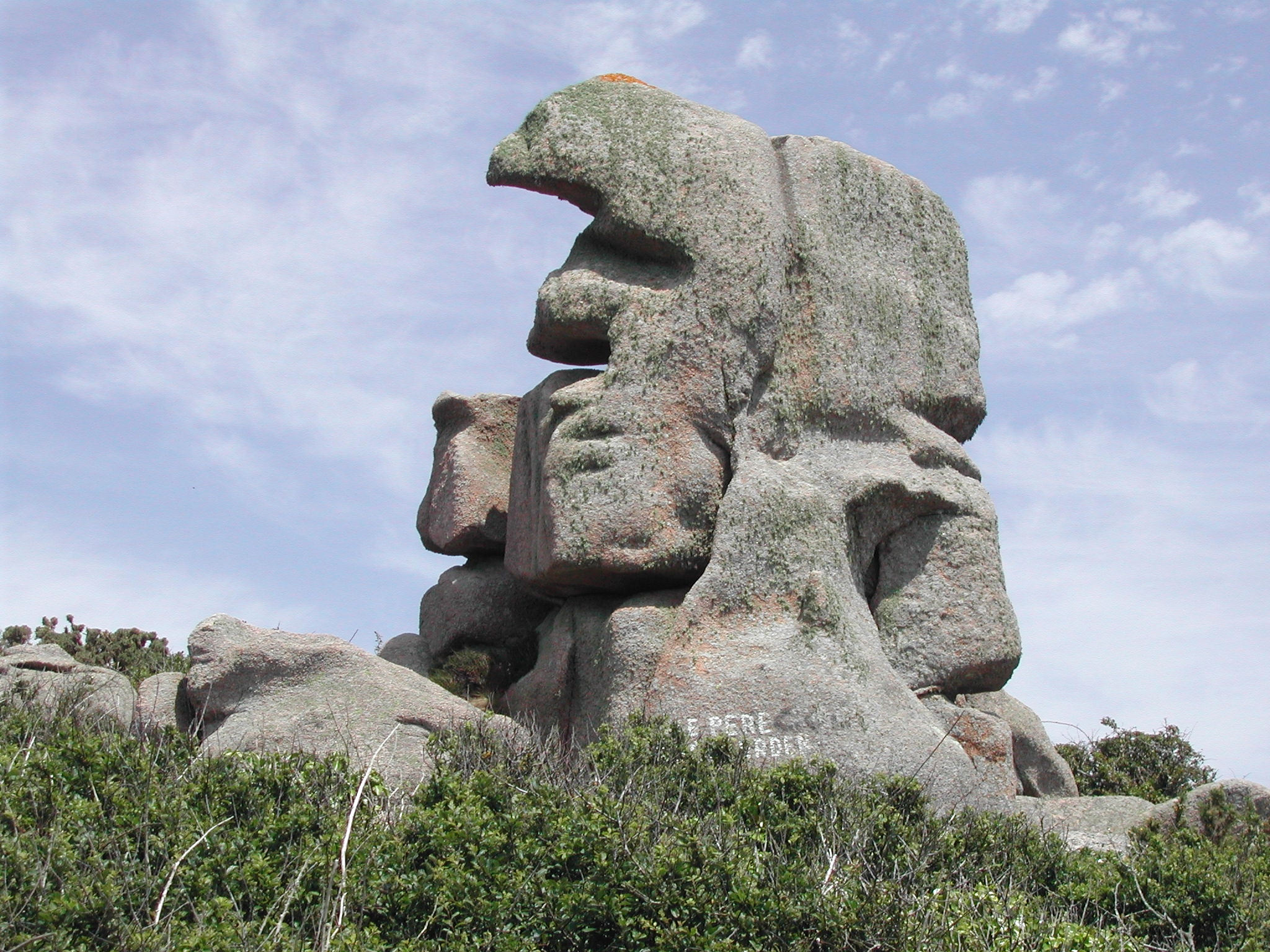
Părintele Trébeurden din Côtes-d'Armor, Franța
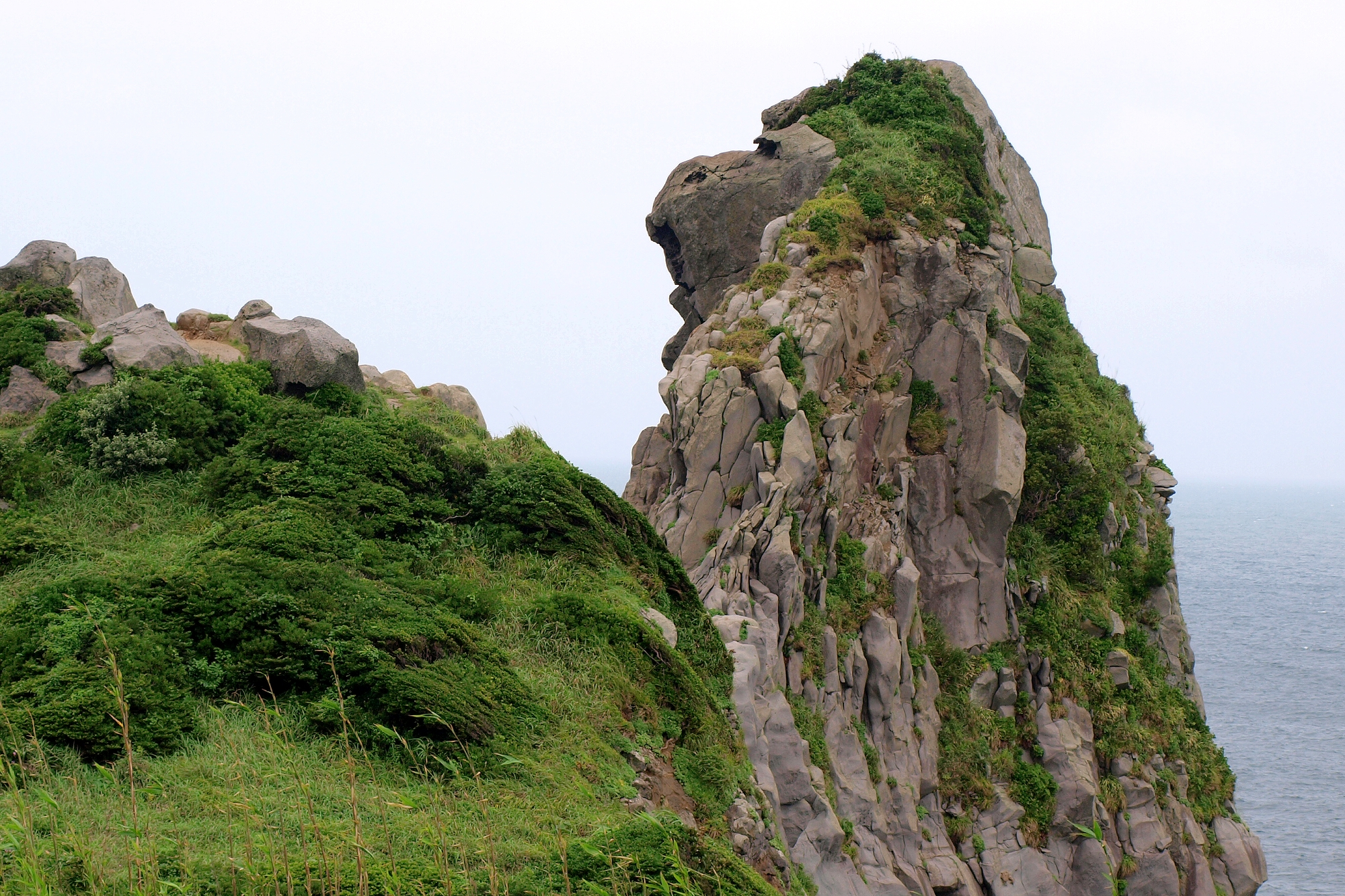
Saruiwa („Stânca maimuță”) pe insula Iki, prefectura Nagasaki, Japonia
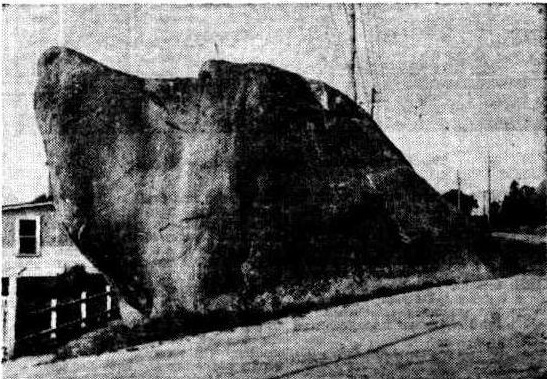
Dog Rock în Albany, Australia de Vest
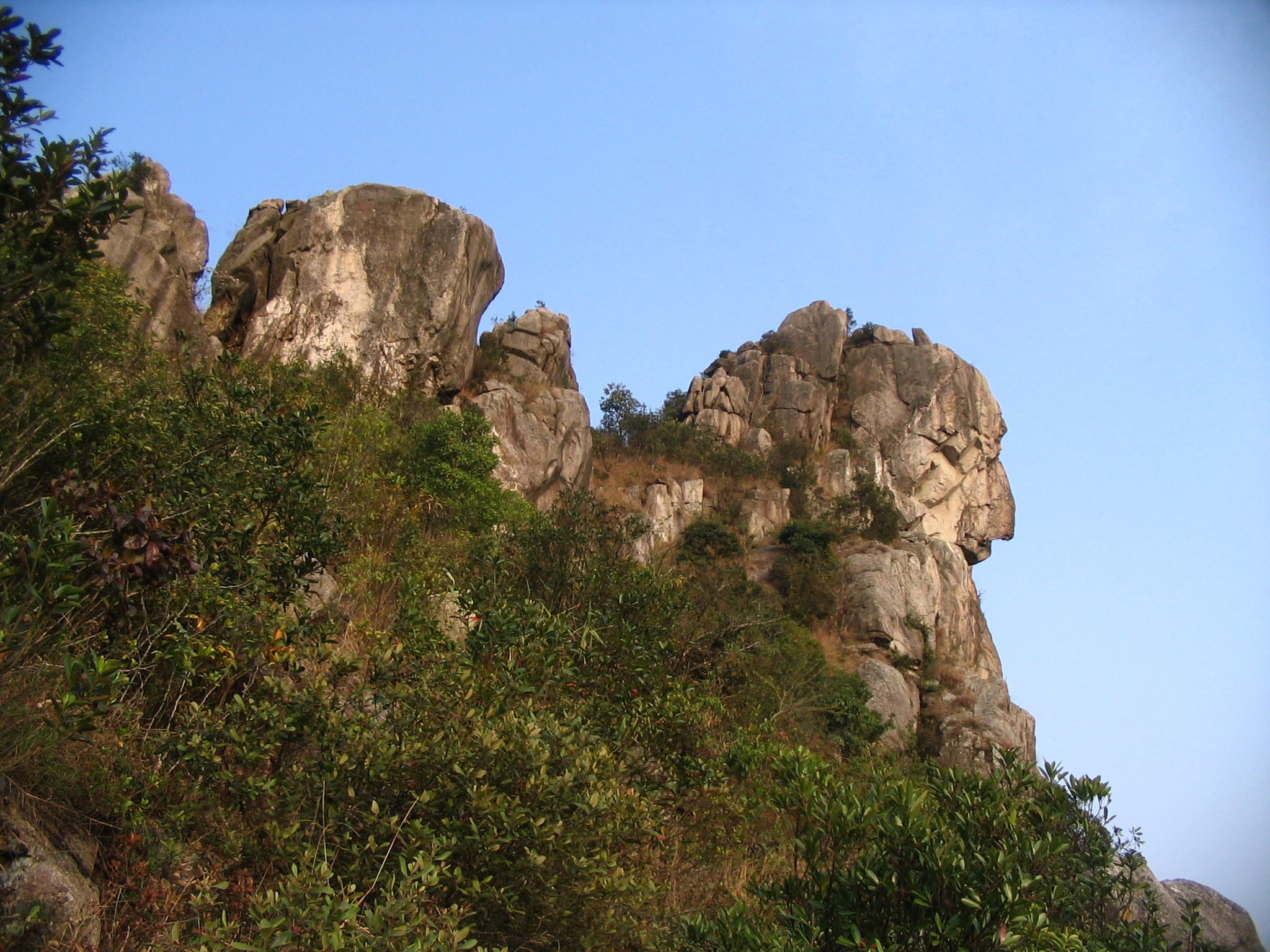
Lion Rock din Hong Kong
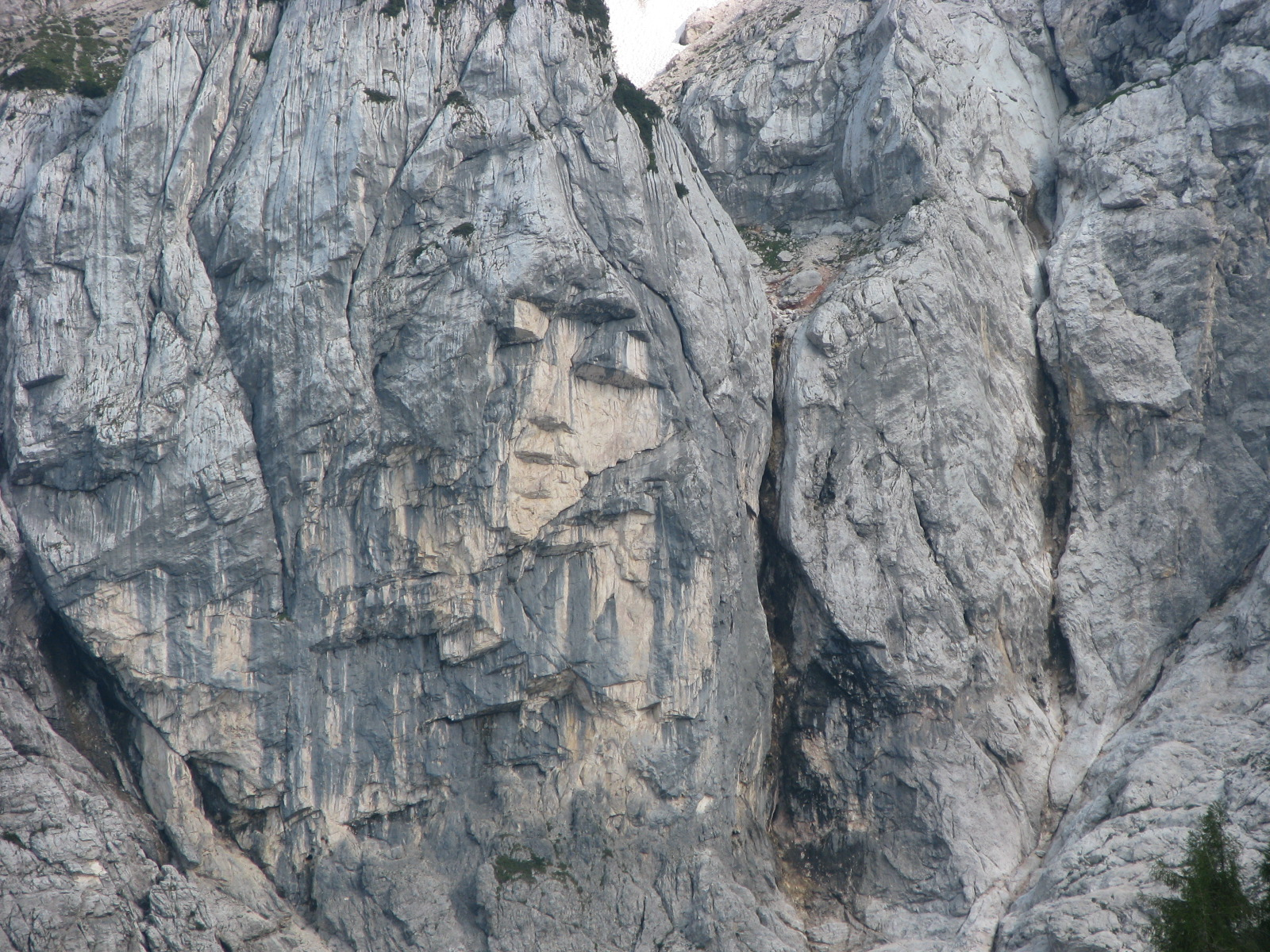
Fata păgână din Alpii Iulieni, Slovenia